# Cerkiew Świętego Mikołaja w Bodružalu

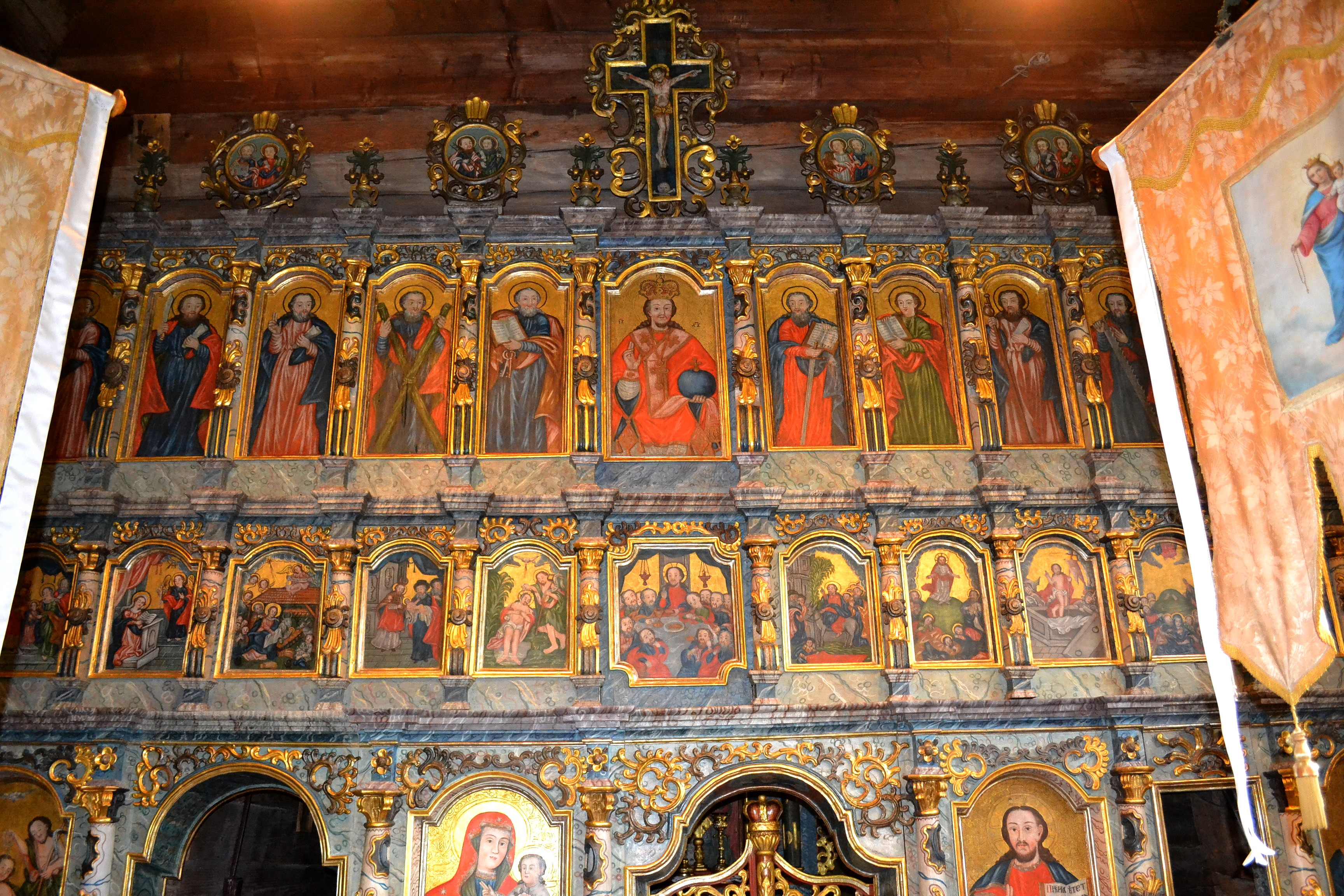
Ikonostas w cerkwi

Cerkiew Świętego Mikołaja (słow. Chrám svätého Mikuláša) – drewniana greckokatolicka cerkiew filialna zbudowana w 1658 w Bodružalu, na terenie greckokatolickiej archieparchii preszowskiej.
Należy do parafii Hunkovce. Jest to cerkiew łemkowska typu północno-zachodniego. Składa się ona z trzech pomieszczeń - nawy, prezbiterium i babińca. Tę potrójność akcentuje na zewnątrz zróżnicowana wysokość cebulastych, pękatych wieżyczek. Cerkiew kilka razy była odnawiana i rekonstruowana. 
Na północnej ścianie nawy zachowała się polichromia przedstawiająca Ukrzyżowanie i Sąd Ostateczny. W cerkwi znajduje się kompletne wyposażenie cerkiewne. Między prezbiterium a nawą kompletny ikonostas z 1794. W prezbiterium barokowy ołtarz główny z ikoną Ukrzyżowania. Obok mały ołtarzyk z 1706 z ikoną Ecce Homo.

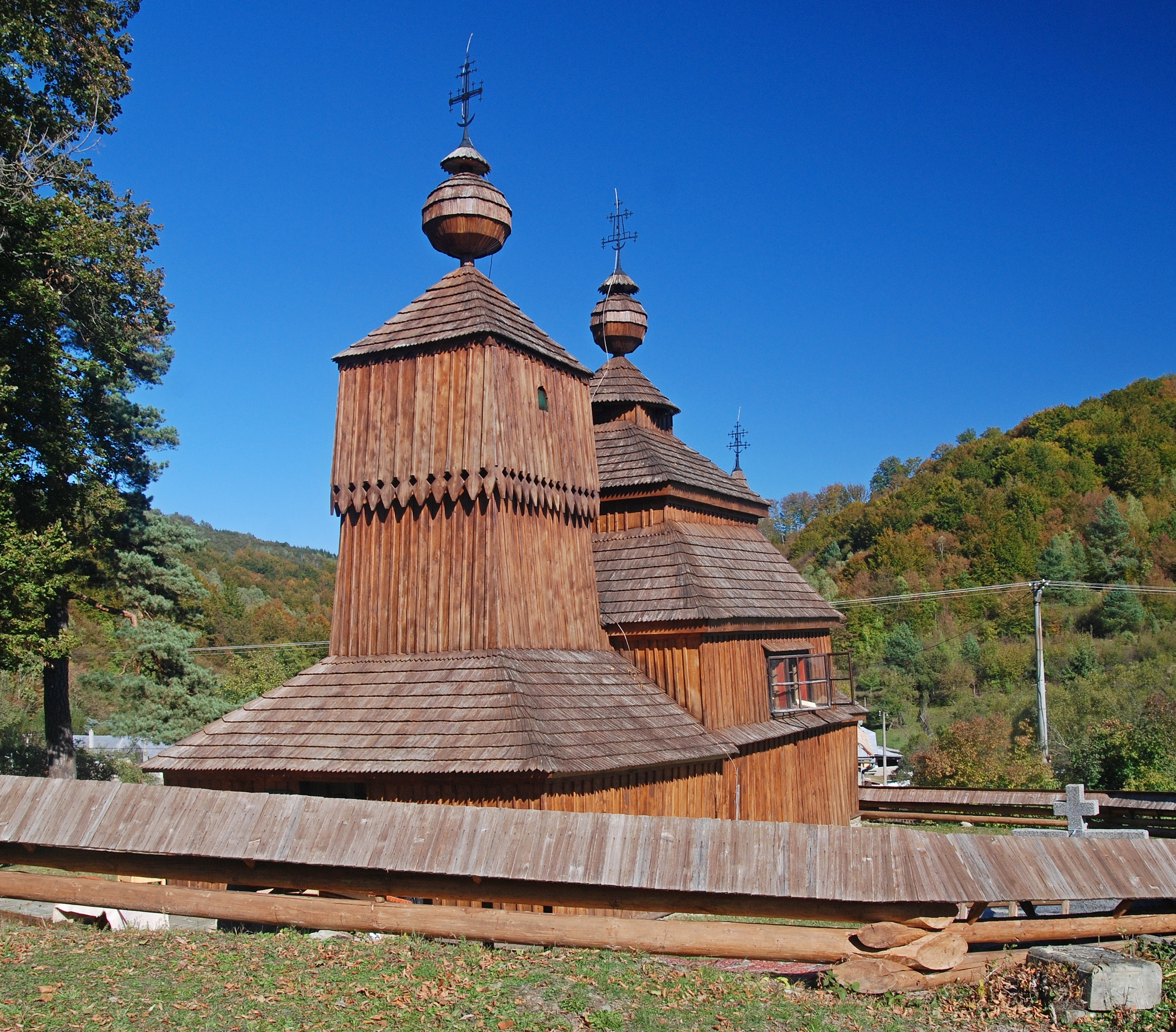
Elewacja frontowa
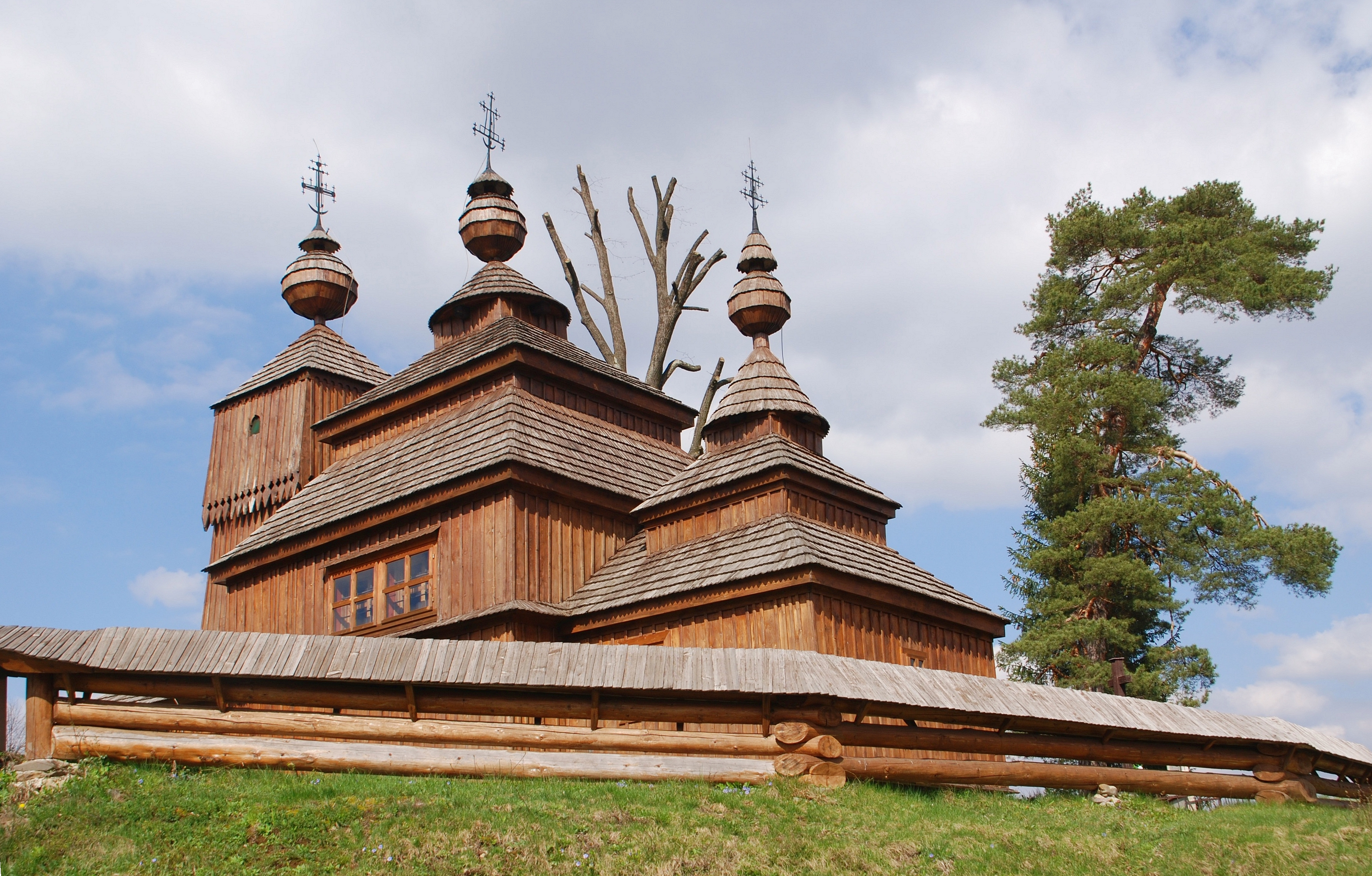
Wodok ogólny
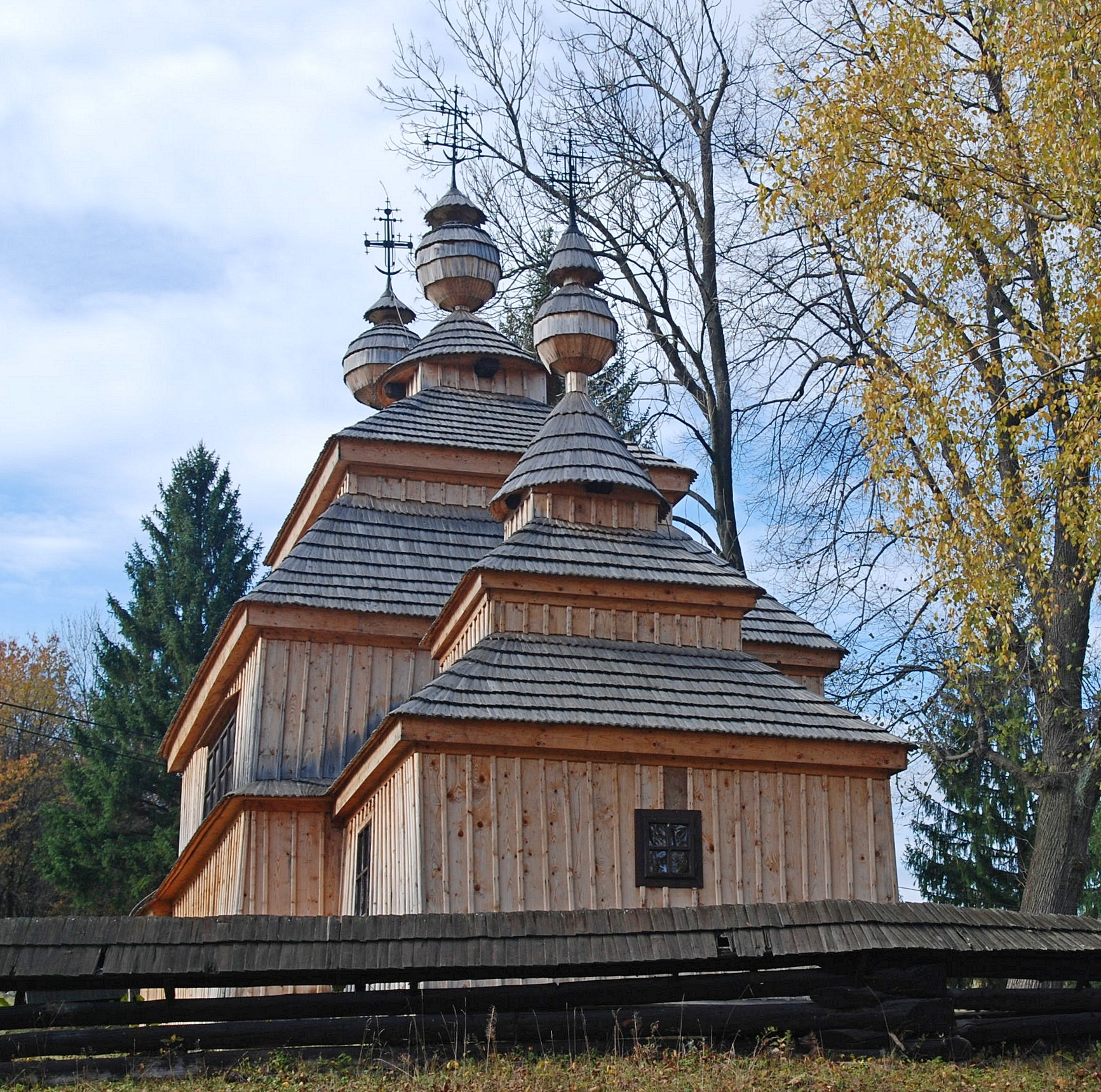
Widok od strony prezbiterium

W 2008 została wpisana wraz z innymi drewnianymi świątyniami słowackich Karpat na listę światowego dziedzictwa UNESCO.